# Einar Englund
Sven Einar Englund (ur. 17 czerwca 1916 w Ljugarn na Gotlandii, zm. 27 czerwca 1999 w Helsinkach) – fiński kompozytor. 

## Życiorys
W młodości uczył się gry na fortepianie. Studiował w Akademii Sibeliusa w Helsinkach, gdzie jego nauczycielami byli Martti Paavola i Ernst Linko (fortepian), Bengt Carlson i Selim Palmgren (kompozycja) oraz Leo Funtek (orkiestracja). Po ukończeniu studiów został w 1941 roku zmobilizowany do wojska i wysłany na front, na skutek odniesionych na wojnie obrażeń do końca życia cierpiał na niedowład lewej ręki. W 1949 roku odbył uzupełniające studia muzyczne u Aarona Coplanda w Berkshire Music Center w Tanglewood. Od 1950 roku prowadził działalność jako pianista, dyrygent i krytyk muzyczny. W latach 1956–1976 pisał krytyki muzyczne do ukazującej się w Helsinkach szwedzkojęzycznej gazety Hufvudstadsbladet. Od 1957 do 1981 roku wykładał kompozycję i teorię w Akademii Sibeliusa. W 1978 roku został wybrany na członka Królewskiej Akademii Muzycznej w Sztokholmie.
W Finlandii znany był głównie jako autor muzyki dla radia i telewizji. Twórczość kompozytorska Englunda utrzymana jest w stylistyce neoklasycznej, z widocznymi wpływami folkloru muzycznego oraz estetyki Igora Strawinskiego.

## Wybrane kompozycje
(na podstawie materiałów źródłowych)

### Utwory orkiestrowe
- 7 symfonii (I Sotasinfonia 1946, II Mustarastassinfonia 1946, III Barbarossa 1969–1971, IV Nostalginen na smyczki i perkusję 1976, V Fennica 1977, VI Aforismeja na chór i orkiestrę 1984, VII 1988)
- poemat symfoniczny Epinikia (1947)
- Valsuralia, walc koncertowy do sztuki Czechowa Wiśniowy sad (1951)
- Neljä tanssiimpressiota (1954)
- Koncert wiolonczelowy (1954)
- 2 koncerty fortepianowe (I 1955, II 1974)
- Koncert na 12 wiolonczel (1980–1981)
- Koncert skrzypcowy (1981)
- Serenada na smyczki (1983)
- Koncert fletowy (1985)
- Lahti-fanfaari (1986)
- Juhlasoitto „1917” (1986)
- uwertura Odéion (1987)
- Opening Brass (1988)
- fanfara Vivat academia (1989)
- Ciacona: Hommage à Sibelius (1990)
- Koncert klarnetowy (1990–1991)

### Utwory kameralne
- Kwintet fortepianowy (1941)
- Introduzione e capriccio na skrzypce i fortepian (1970)
- Panorama na puzon (1976)
- Divertimento Upsaliensis na kwintet dęty, kwintet smyczkowy i fortepian (1978)
- Sonata skrzypcowa (1979)
- Arioso Interroto na skrzypce (1979)
- Serenata elegiaco na skrzypce (1979)
- De profundis na 14 instrumentów dętych blaszanych (1980)
- Sonata wiolonczelowa (1982)
- Trio na fortepian, skrzypce i wiolonczelę (1982)
- Pavane na skrzypce i fortepian (1983)
- Kwartet smyczkowy (1985)
- suita na wiolonczelę Viimeinen saari (1986)
- Intermezzo na obój (1987)
- Kwintet dęty (1989)

### Utwory fortepianowe
- Humoresque (1935)
- Introduzione e Toccata (1950)
- 2 sonatiny (I 1960, II Pariisilainen 1984)
- Notturno (1967)
- Sonata nr 1 (1978)
- Pavane e Toccata (1983)
- Preludium & Fughetta (1986)

### Utwory organowe
- Passacaglia (1971)
- Marcia Funerale (1976)

### Utwory wokalne
- Chaconne na chór (1969; także wersja na chór, puzon i kontrabas)
- Hymnus Sepulcralis na chór (1976)
- Med herrana i hagen na chór żeński (1977)
- Rukkaset na chór żeński (1977)
- Valkovaa na chór (1980)
- Merkkituli na chór męski (1983)
- Kanteletar-sarja na chór żeński (1984)

### Inne
- The Great Wall of China, muzyka do sztuki Maxa Frischa (1949, z tego suita koncertowa 1949)
- muzyka do filmu Valkoinen peura (1952, z tego suita koncertowa 1954)
- balet Sinuhe (1953)
- balet Odysseus (1954, z tego suita koncertowa 1959)